# Ralt RT3
La Ralt RT3 è una vettura da Formula 3 costruita dalla Ralt nel 1979.

## Tecnica
La vettura, progettata da Ron Tauranac, era dotata di un sistema ad effetto suolo particolarmente elaborato e implementava un telaio monoscocca in alluminio con struttura a nido d'ape per contenere il peso. La sospensione è stata montata molto all'interno del telaio, tanto che ha permesso uno sviluppo più aerodinamico della carrozzeria in modo tale che permettesse un miglioramento dell'effetto suolo. Un cambio Hewland a cinque marce gestiva vari propulsori a quattro cilindri di origine Alfa Romeo, Toyota e Volkswagen.

## Attività sportiva
La RT3, evoluzione della precedente RT1, venne immessa nei campionati riservati alle Formula 3 durante la stagione 1979, in ritardo rispetto alle altre vetture schierate dai vari team. Per questo motivo, ne furono costruiti solamente quattro esemplari. La pesantezza eccessiva le precluse un buon rendimento per il resto della stagione. Nonostante ciò, l'intera struttura venne sistemata e tra il 1980 e il 1984 la vettura ottenne numerosi successi come il campionato britannico di Formula 3 vinto da Ayrton Senna e il campionato europeo vinto da Pierluigi Martini. Un cambio di normativa nel 1985 la rese obsoletà e ne indusse la sostituzione.